# Robert-Félix Fabre
Pour les articles homonymes, voir Fabre.
Robert-Félix Fabre, né le 17 mars 1920 à Frontignan et décédé le 2 décembre 2009 à Montpellier, est un homme politique français.

## Biographie
Il est le petit-fils de Victor Anthérieu, maire radical de Frontignan.

## Mandats électifs
- Député de la 1re circonscription de l'Hérault (1978-1981)
- Maire de Pérols (1971-1989)